# 蘇長荣
蘇長荣，SBS，JP（1960年—），香港建制派政治人物和商人，現任香港立法會議員（選舉委員會）、香港島各界聯合會理事長、香港佛山社團總會會長、信業國際董事局主席，第十三、十四屆港區全國政協委員。蘇長荣在廣東佛山出生及成長，1990年代初在中國大陸從事房地產開發並移居香港，生意拓展至金融公司投資、醫藥製造等。
在2021年香港立法會選舉中，蘇長荣當選新設立的第七屆立法會選舉委員會界別議員，任期自2022年1月1日開始。蘇長荣當選立法會議員初期經常缺席會議，出席率一度倒數第一而備受爭議，他解釋需要到中國內地處理業務及受到新冠疫情隔離政策影響。
蘇長荣是唯一一名在2024年《維護國家安全條例草案》二讀時未有表決的議員，他解釋是因當時胃潰瘍發作所致。